# Parafia Najświętszej Maryi Panny Nieustającej Pomocy w Nowosielcach
Parafia Najświętszej Maryi Panny Nieustającej Pomocy w Nowosielcach-Gniewoszu – parafia rzymskokatolicka należąca do archidiecezji przemyskiej, w dekanacie Sanok I.

## Historia
Pierwsza wzmianka o Nowosielcach pochodzi z 1390 roku, a w 1426 roku wieś na prawie wołoskim została lokowana na prawie niemieckim. W 1624 roku wieś została zniszczona przez Tatarów. W 1885 roku zmieniono nazwę wsi na Nowosielce-Gniewosz.
W 1927 roku właścicielka wsi Helena Gniewosz powołała komitet budowy kościoła i przekazała 4 morgów na plac kościelny. Budowę kościoła finansowo wsparło koło Towarzystwa Szkoły Ludowej w Sanoku. W 1933 roku zbudowano murowany kościół, a 10 października 1933 roku ks. inf. Stefan Momidłowski poświęcił nowy kościół.  W 1938 roku duszpasterzem zamieszkałym w miejscowym dworze był ks. Leon Pęcherek. W czasie okupacji i do 1948 roku duszpasterzami byli: ks. Władysław Lewiński, ks. Franciszek Wołczański, ks. Stanisław Papczyński.
3 stycznia 1948 roku dekretem bpa Franciszka Bardy została erygowana ekspozytura, z wydzielonego terytorium parafii Zarszyn. W latach 1948–1952 w parafii nie było proboszcza z powodu braku plebanii, a parafię obsługiwał ks. Wojciech Krystyński z Zarszyna. 12 grudnia 1952 roku przybył proboszcz ks. Jan Czajkowski.
Do zabytków sztuki znajdujących się w kościele należą dwa dzwony z 1674 roku. Fundatorka została upamiętniona tablicą pamiątkową, ustanowioną na frontowej fasadzie budynku.
Prace dekoracyjne w kościele wykonał malarz Władysław Lisowski.
20 lutego 2008 roku parafię wizytował abp Józef Michalik, a 27 czerwca 2017 roku podczas kolejnej wizyty poświęcił nową kaplicę pogrzebową.
Na terenie parafii jest 1 280 wiernych.

## Proboszczowie
- ks. Jan Czajkowski (1952–1969)[11][12]
- ks. Józef Duda (1969–1971)[13]
- ks. Czesław Wojnar (1971–1982)[14]
- ks. Grzegorz Tereszczak (1982–1984)[15]
- ks. kan. Jan Gancarz (1984–2012)
- od 2012 ks. Henryk Dobosz